# 平分線
角平分线（英语：Angle Bisector）是几何学中的一个基本概念。它指的是从角的顶点出发，将角分成两个相等角的线段或射线。角平分线在几何问题中起着重要作用，无论是在理论证明中，还是在实际应用中，都能帮助我们理解和解决各种几何问题。

## 角平分线的定义
从一个角的顶点引出一条射线，把这个角分成两个完全相同的角，这条射线叫做这个角的角平分线。

## 角平分线的性质
1.角平分线把角分成两个一样角度的小角，都等于该角的一半

### 该性质的应用
{\displaystyle \because \ OM{\text{ 平分 }}\angle AOB}
{\displaystyle \therefore \ \angle AOM=\angle MOB}
2..角平分线上的任意一点，到角两边的距离相等。

即如图所示：
{\displaystyle OM}平分{\displaystyle {\angle }AOB,P}为{\displaystyle OM}上一点{\displaystyle ,PE{\perp }OA}于{\displaystyle E,PF{\perp }OB}于{\displaystyle F,}
则{\displaystyle PE=PF}。

### 该性质的证明
利用三角形全等，可以很容易推得此结论。
下面作一下简单推导。
{\displaystyle {\because \quad }OM}平分{\displaystyle {\angle }AOB,}
{\displaystyle {\therefore \quad \angle }POE={\angle }POF.}
{\displaystyle {\because \quad }PE{\perp }OA,\;PF{\perp }OB,}
{\displaystyle {\therefore \quad \angle }OEP={\angle }OFP=90^{\circ }.}
在{\displaystyle {\triangle }OEP}与{\displaystyle {\triangle }OFP}中{\displaystyle ,}
{\displaystyle {\begin{cases}{\angle }OEP={\angle }OFP,\\{\angle }POE={\angle }POF,\\OP=OP,\end{cases}}}
{\displaystyle {\therefore \quad \triangle }OEP{\;\cong \triangle }OFP({\mbox{AAS}}).}
{\displaystyle {\therefore \quad }PE=PF.}
证毕。

## 角平分线的判定

### 判定
与其性质相对应的，就是角平分线的判定：
若有一點至角两边距离相等，則該點在該角的角平分线上。
即：
已知{\displaystyle {\angle }AOB,P}为{\displaystyle OM}上一点{\displaystyle ,\;PE{\perp }OA,\;PF{\perp }OB.}
如果{\displaystyle PE=PF,}那么{\displaystyle OM}平分{\displaystyle {\angle }AOB.}

### 证明
{\displaystyle {\because \quad }PE{\perp }OA,\;PF{\perp }OB,}
{\displaystyle {\therefore \quad \angle }OEP={\angle }OFP=90^{\circ }.}
在{\displaystyle \mathrm {Rt} {\triangle }OEP}与{\displaystyle \mathrm {Rt} {\triangle }OFP}中{\displaystyle ,}
{\displaystyle {\begin{cases}OP=OP,\\PE=PF,\end{cases}}}
{\displaystyle {\therefore \quad }\mathrm {Rt} {\triangle }OEP\;{\cong }\mathrm {Rt} {\triangle }OFP(\mathrm {HL} ).}
{\displaystyle {\therefore \quad \angle }POE={\angle }POF,}
{\displaystyle {\therefore \quad }OM}平分{\displaystyle {\angle }AOB.}
证毕。

## 內心
任意三角形ABC中，{\displaystyle {\angle }ABC}、{\displaystyle {\angle }BCA}、{\displaystyle {\angle }CAB} 角平分線交於一點I，則我們稱此點I為三角形ABC的內心。
三角形的內心恆在圖形內部，且到三角形之三邊距離等長。